# László Sárosi (futbolista)
László Sárosi (Budapest, 27 de febrero de 1932-2 de abril de 2016) fue un entrenador y jugador de fútbol húngaro que jugaba en la demarcación de lateral.

## Selección nacional
Jugó un total de 46 partidos con la selección de fútbol de Hungría. Debutó el 29 de febrero de 1956 en un partido amistoso contra el Líbano que finalizó con un resultado de 1-4 a favor del combinado húngaro. Con la selección llegó a disputar la Copa Mundial de Fútbol de 1958, la Copa Mundial de Fútbol de 1962 y la Eurocopa 1964, quedando en la fase de grupos, cuartos de final y tercer lugar respectivamente. Su último partido con la selección lo jugó el 5 de mayo de 1965 en un encuentro amistoso contra Inglaterra.

### Participaciones en Copas del Mundo
| Mundial                        | Sede   | Resultado        | Partidos | Goles |
| ------------------------------ | ------ | ---------------- | -------- | ----- |
| Copa Mundial de Fútbol de 1958 | Suecia | Fase de grupos   | 4        | 0     |
| Copa Mundial de Fútbol de 1962 | Chile  | Cuartos de final | 4        | 0     |

### Participaciones en Eurocopas
| Eurocopa      | Sede   | Resultado     | Partidos | Goles |
| ------------- | ------ | ------------- | -------- | ----- |
| Eurocopa 1964 | España | Tercer puesto | 1        | 0     |

## Clubes

### Como futbolista
| Club     | País    | Año         | Partidos | Goles |
| -------- | ------- | ----------- | -------- | ----- |
| Vasas SC | Hungría | 1949 - 1966 | 316      | 0     |

### Como entrenador
| Club                 | País    | Año         |
| -------------------- | ------- | ----------- |
| Debreceni VSC        | Hungría | 1968        |
| Szombathelyi Haladás | Hungría | 1974 - 1979 |
| Rákospalotai EAC     | Hungría | 1979 - 1981 |
| MTK Budapest         | Hungría | 1982 - 1983 |
| Ferencváros TC       | Hungría | 1985        |
| Al Nasr SC           | Kuwait  | 1985 - 1986 |
| Szegedi EAC          | Hungría | 1986 - 1987 |
| Rákospalotai EAC     | Hungría | 1987 - 1988 |
| Szombathelyi Haladás | Hungría | 1990 - 1991 |
| BKV Előre SC         | Hungría | 1994 - 1995 |